# 10 000 mètres masculin aux Jeux olympiques d'été de 1968
Navigation
Tokyo 1964 Munich 1972
L'épreuve du 10 000 mètres masculin aux Jeux olympiques de 1968 s'est déroulée le 13 octobre 1968 au Stade olympique universitaire de Mexico, au Mexique.  Elle est remportée par le Kényan Naftali Temu.

## Résultats

### Finale
| Rang               | Athlète              | Pays                 | Temps         |
| ------------------ | -------------------- | -------------------- | ------------- |
| Médaille d'or      | Naftali Temu         | Kenya                | 29 min 27 s 4 |
| Médaille d'argent  | Mamo Wolde           | Éthiopie             | 29 min 28 s 0 |
| Médaille de bronze | Mohamed Gammoudi     | Tunisie              | 29 min 34 s 2 |
| 4                  | Juan Máximo Martínez | Mexique              | 29 min 35 s 0 |
| 5                  | Nikolay Sviridov     | Union soviétique     | 29 min 43 s 2 |
| 6                  | Ron Clarke           | Australie            | 29 min 44 s 2 |
| 7                  | Ron Hill             | Royaume-Uni          | 29 min 53 s 2 |
| 8                  | Wohib Masresha       | Éthiopie             | 29 min 57 s 0 |
| 9                  | Nedo Farčić          | Yougoslavie          | 30 min 01 s 2 |
| 10                 | Álvaro Mejía         | Colombie             | 30 min 10 s 6 |
| 11                 | Tracy Smith          | États-Unis           | 30 min 14 s 6 |
| 12                 | Rex Maddaford        | Nouvelle-Zélande     | 30 min 17 s 2 |
| 13                 | Michael Tagg         | Royaume-Uni          | 30 min 18 s 0 |
| 14                 | Fikru Deguefu        | Éthiopie             | 30 min 29 s 4 |
| 15                 | Jürgen Haase         | Allemagne de l'Est   | 30 min 24 s 2 |
| 16                 | Tom Laris            | États-Unis           | 30 min 26 s 2 |
| 17                 | Leonid Mikitenko     | Union soviétique     | 30 min 46 s 0 |
| 18                 | Manfred Letzerich    | Allemagne de l'Ouest | 30 min 48 s 6 |
| 19                 | Tsugumichi Suzuki    | Japon                | 30 min 52 s 0 |
| 20                 | János Szerényi       | Hongrie              | 30 min 53 s 6 |
| 21                 | Musa Mustapha        | Ouganda              | 30 min 54 s 2 |
| 22                 | Lajos Mecser         | Hongrie              | 30 min 54 s 8 |
| 23                 | Lutz Philipp         | Allemagne de l'Ouest | 30 min 57 s 0 |
| 24                 | Vyacheslav Alanov    | Union soviétique     | 31 min 01 s 0 |
| 25                 | David Ellis          | Canada               | 31 min 06 s 6 |
| 26                 | James Hogan          | Royaume-Uni          | 31 min 18 s 6 |
| 27                 | Keisuke Sawaki       | Japon                | 31 min 25 s 2 |
| 28                 | Van Nelson           | États-Unis           | 31 min 40 s 2 |
| 29                 | György Kiss          | Hongrie              | 32 min 03 s 4 |
| 30                 | Juan Pérez           | Costa Rica           | 32 min 14 s 6 |
| 31                 | Benjamín Silva-Netto | Philippines          | 32 min 35 s 2 |

## Légende
Records et Performances
- AR : Record continental (area record)
- CR : Record des championnats (championship record)
- MR : Record du meeting (meet record)
- NR : Record national (national record)
- OR : Record olympique (olympic record)
- PR : Record paralympique (paralympic record)
- PB : Record personnel (personal best)
- SB : Meilleure performance personnelle de la saison (season's best)
- WL : Meilleure performance mondiale de l'année (world leader)
- WJR : Record du monde junior (world junior record)
- WR : Record du monde (world record)

Circonstances et Conditions
- DNF : N'a pas terminé (did not finish)
- DNS : N'a pas pris le départ (did not start)
- DQ : Disqualification (disqualification)
- NM : Aucun essai valable enregistré (No Mark)
- Q : Qualifié « directement » au prochain tour (ou à la prochaine compétition), lors d'une compétition majeure, grâce au classement ou à la réalisation des minima (automatic qualifier)
- q : Qualifié au prochain tour (ou à la prochaine compétition), lors d'une compétition majeure, grâce au repêchage ou à la réalisation de l'une des meilleures performances parmi celles des « non qualifiés directement » (grâce au meilleur temps ou à la meilleure distance par exemple) (secondary qualifier)